# Lucas Till
Lucas Daniel Till (* 10. srpna 1990, Fort Hood, Texas, Spojené státy americké) je americký herec. S hraním začal v roce 2003 a od té doby se objevil v několika filmech a seriálech jako Hannah Montana: The Movie, X-Men: První třída a X-Men: Budoucí minulost. V roce 2015 si zahrál po boku Joshe Duhamela ve filmu Město statečných. Od roku 2016 hraje hlavní roli Anguse MacGyvera v seriálu MacGyver, který vysílá stanice CBS.

## Životopis
Lucas Till se narodil ve Fort Hoodu v Texasu. Je synem Dany (rozené Bradyové) a Johna Tilla – armádního podplukovníka. Větší část svého dětství však strávil v Mariettě v Georgii, kde navštěvoval Kell High School. Po natáčení Hanny Montany se vrátil zpět na školu a odmaturoval v roce 2008. Po maturitě se přestěhoval do Los Angeles.

## Kariéra
V deseti letech se začal objevovat v reklamách. Ve dvanácti byl obsazen do role Harryho Vandeerbilta v Dobrodružství Ociee Nashové. V roce 2004 si zahrál ve filmu Lightning Bug. První větší role přišla s filmem Walk the Line, kde hrál roli staršího bratra Johnnyho Cashe. Po tomto snímku se objevil v několika nezávislých filmech na stanici Lifetime. V roce 2008 se zúčastnil konkurzu do filmu Hannah Monatana: The Movie, v němž získal roli Travise Brodyho. S Jackie Chanem si zahrál ve filmu Chůva v akci. Také se objevil ve videoklipu Taylor Swift k písničce „You Belong With Me“. V roce 2008 se objevil i v hororové komedii Dance of the Dead.
Dne 8. července 2010 bylo oficiálně oznámeno, že získal roli Havoka ve spin-offu X-Menů, X-Men: První třída. V roce 2013 hrál v nezávislém filmu All Superheroes Must Die. O rok později si zopakoval roli Havoka v sequelu X-Men: Budoucí minulost. V roce 2015 si zahrál po boku Joshe Duhamela ve filmu Město statečných. A v roce 2016 znovu Havoka ve filmu X-Men: Apokalypsa. Společně s Jane Lyve podepsal smlouva na film Monster Trucks.Od roku 2016 hraje roli Anguse MacGyvera v seriálu stanice CBS MacGyver.

## Filmografie
| Rok  | Název                            | Role                 | Poznámky |
| ---- | -------------------------------- | -------------------- | --- |
| 2003 | The Lovesong of Edwerd J. Robble | Michael              | krátký film |
| 2003 | Dobrodružství Ociee Nashové      | Harry Vanderbilt     | |
| 2004 | Pee Shy                          | Chad                 | krátký film |
| 2004 | Lightning Bug                    | Jay Graves           | |
| 2005 | Walk the Line                    | Jack Cash            | |
| 2006 | The Other Side                   | mladý Samuel North   | |
| 2008 | Dance of the Dead                | Jensen               | |
| 2009 | Laid to Rest                     | mladý Store Clerk    | |
| 2009 | Hannah Montana: The Movie        | Travis Brody         | nominace – Teen Choice Awards v kategorii Nejlepší polibek (s Miley Cyrusovou) nominace – Teen Choice Awards v kategorii Nejlepší filmový herec: hudební/taneční |
| 2009 | The Lost & Found Family          | Justin               | |
| 2010 | Chůva v akci                     | Larry                | |
| 2011 | Světová invaze                   | Scott Grayston       | |
| 2011 | X-Men: První třída               | Alex Summers / Havok | nominace – Teen Choice Awards v kategorii Nejlepší filmová chemie                                                                                                |
| 2011 | All Superheroes Must Die         | Cutthroat / Ben      | |
| 2012 | Someone Like You                 |                      | krátký film |
| 2012 | Dark Hearts                      | Sam                  | |
| 2013 | Stoker                           | Chris Pitts          | |
| 2013 | Crush                            | Scott Norris         | |
| 2013 | Wet and Reckless                 | Toby „Dollars“       | |
| 2013 | Špionáž                          | Kevin                | |
| 2014 | Doupě vlků                       | Cayden Richards      | |
| 2014 | Kristy                           | Aaron                | |
| 2014 | X-Men: Budoucí minulost          | Alex Summers / Havok | |
| 2015 | Město statenčných                | Josh Harvest         | |
| 2015 | The Curse of Downers Grove       | Bobbie               | |
| 2016 | X-Men: Apokalypsa                | Alex Summers / Havok | |
| 2017 | Monster Trucks                   | Tripp                | připravovaný film |

| Rok  | Název               | Role                     | Poznámky                                                  |
| ---- | ------------------- | ------------------------ | --------------------------------------------------------- |
| 2006 | Jiná než ti ostatní | Kyle Kenney              | TV film                                                   |
| 2008 | Dr. House           | Simon                    | 11. díl 5. řady: „Joy to the World“                       |
| 2009 | Medium              | Adam Mankowitz           | díl: „Things to Do in Phoenix When You're Dead“           |
| 2009 | Fear Clinic         | Brett                    | díly: „Scotophobia“ a „Hydrophobia“                       |
| 2010 | Blue Mountain State | Golden Arm / Matt Parker | díl: „The Legend of the Golden Arm“                       |
| 2013 | Coffee Break        | sám sebe                 | speciální host, E! Entertainment Television Latin America |
| 2016 | MacGyver            | Angus MacGyver           | hlavní role                                               |